# Durban

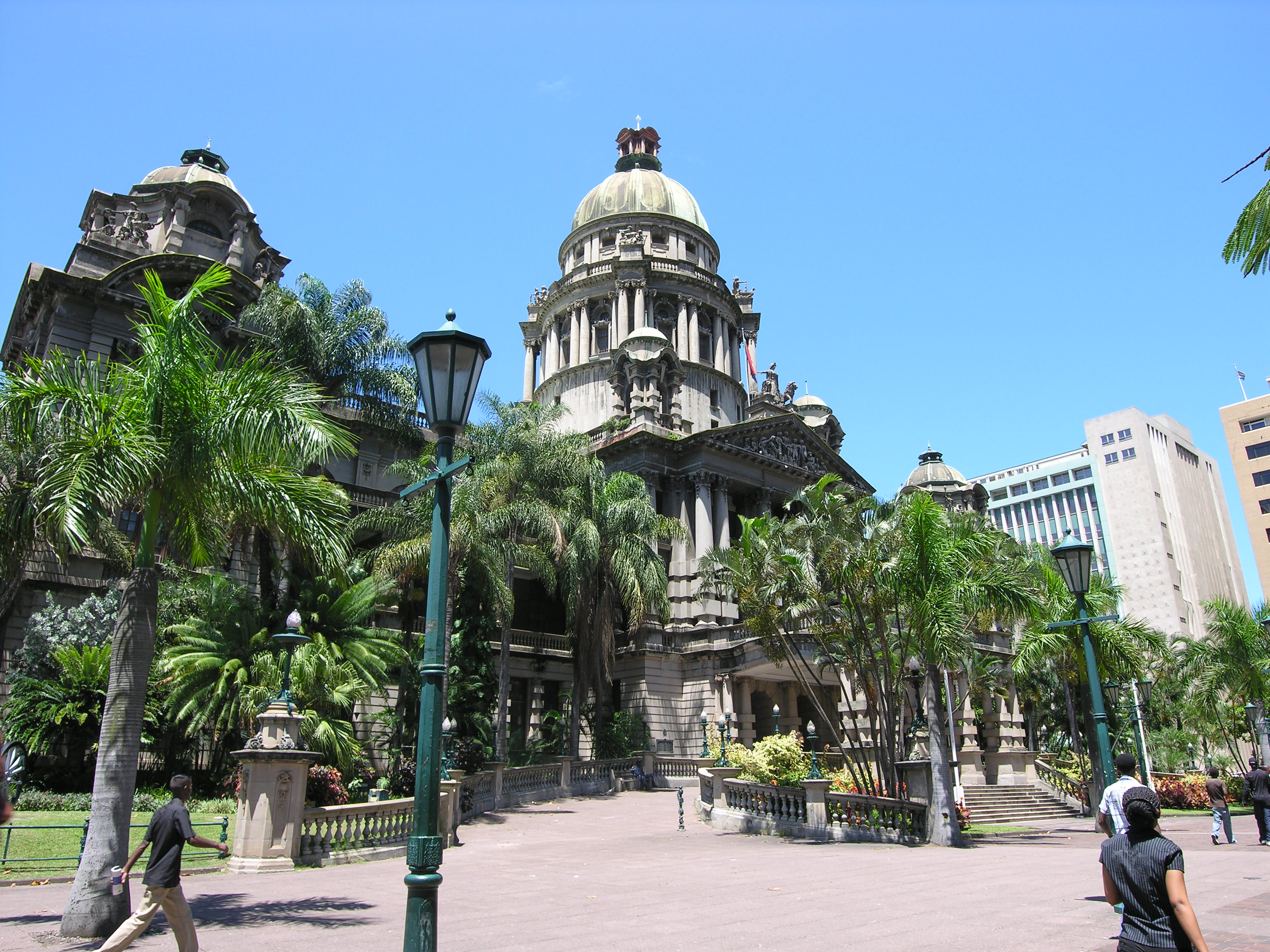
Ratusz w Durbanie

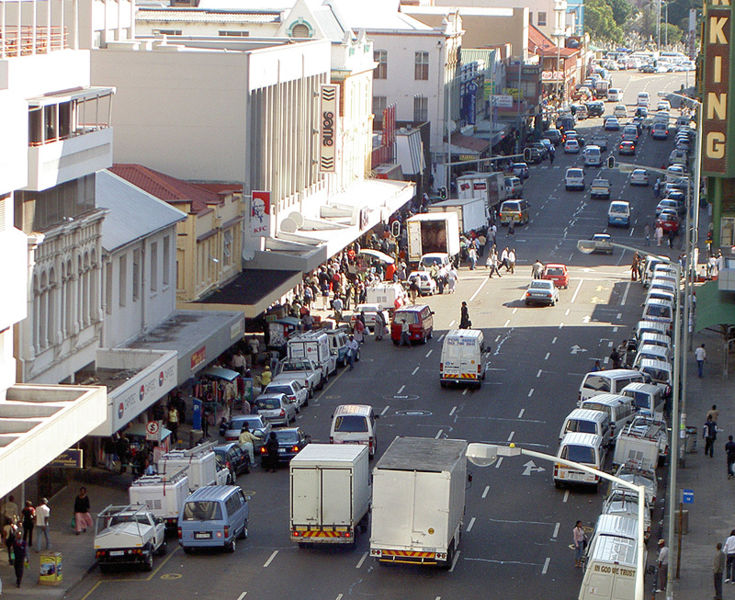
Ulica w Durbanie

Durban (zulu eThekwini, wym. [ˈɛːʔtʰɛˌkwinĭ]) – miasto i główny port Południowej Afryki i największe miasto prowincji KwaZulu-Natal (nie jest jednak jej stolicą, którą jest dużo mniejszy Pietermaritzburg). Durban położony jest nad Oceanem Indyjskim. Jest on jednym z największych miast RPA i liczy ponad 3,4 mln mieszkańców (2007). Jest dużym ośrodkiem turystycznym, co zawdzięcza subtropikalnemu klimatowi oraz licznym plażom.

## Historia
Europejskie osadnictwo rozpoczęło się w 1824 roku, kiedy to Francis G. Farewell przybył tu na czele grupki kupców. Farewell założył miejscowość pod nazwą Port Natal i sporządził jej mapę. Ziemię tę przekazał kolonistom Czaka, słynny wódz Zulusów (którego prawo do uczynienia tej czynności jest kwestionowane). Od 1835 roku miasto funkcjonuje pod obecną nazwą Durban, która pochodzi od nazwiska Benjamina D’Urbana, ówczesnego gubernatora Kolonii Przylądkowej.
Pod koniec lat 30. i na początku lat 40. XIX wieku o Durban walczyli Burowie z Brytyjczykami. W 1854 roku został gminą miejską, a od 1935 roku Durban jest miastem, choć jego znaczący rozwój następował już w pierwszych latach po I wojnie światowej.
9 lipca 2002 roku podczas szczytu w Durbanie w miejsce Organizacji Jedności Afrykańskiej powołana została Unia Afrykańska.

## Gospodarka i infrastruktura
Durban to duży ośrodek przemysłowy i handlowy (m.in. znajduje się tu rafineria ropy naftowej) z rozwiniętym przemysłem maszynowym, chemicznym, spożywczym, włókienniczym, skórzano-obuwniczym, samochodowym i budowlanym. Jest najważniejszym ośrodkiem przemysłu cukrowniczego w Południowej Afryce.
Jest ważnym węzłem komunikacyjnym i głównym portem morskim kraju. Już w 1957 r. zajął w przeładunkach pierwsze miejsce na kontynencie afrykańskim, dystansując przodującą do tego czasu Casablankę. Do 2010 roku miasto było siedzibą portu lotniczego, zastąpił go port lotniczy King Shaka, który położony jest w pobliskim La Mercy. Durban jest też ważnym węzłem kolejowym i drogowym.
Pierwszy uniwersytet powstał w 1910 roku, poza tym znajdują się tu liczne instytucje naukowe i badawcze.

## Światowa Konferencja przeciw Rasizmowi
W 2001 roku w Durbanie odbyła się „Światowa Konferencja przeciwko rasizmowi, dyskryminacji rasowej, ksenofobii i pochodnym formom nietolerancji”. Konferencja zakończyła się sporem, gdyż państwa arabskie próbowały przeforsować deklarację końcową, która utożsamiała syjonizm z rasizmem.

## Sport
Durban był jednym z gospodarzy Mistrzostw Świata w Piłce Nożnej 2010 (stadion Mosesa Mabhidy). We wrześniu 2014 roku odbyły się tu mistrzostwa świata juniorów w szachach.

## Miasta partnerskie
- Aleksandria, Egipt
- Antwerpia, Belgia
- Brema, Niemcy
- Brisbane, Australia
- Bulawayo, Zimbabwe
- Chicago, Stany Zjednoczone
- Ejlat, Izrael
- Kanton, Chiny
- La Port, Reunion
- Leeds, Wielka Brytania
- Nantes, Francja
- Nowy Orlean, Stany Zjednoczone
- Oran, Algieria
- Rio de Janeiro, Brazylia
- Rotterdam, Holandia